# زين الرافعي
زين الرافعي (10 أكتوبر 2004 - ): ممثل سوري. معروف بدور زين في فيلم كفرناحوم، الفيلم الحاصل على جائزة لجنة التحكيم في مهرجان كان السينمائي لسنة 2018. والمرشح لنيل جائزة الأوسكار عن فئة أفضل فيلم أجنبي لعام 2019.
كما حصل زين على جائزة أفضل ممثل في مهرجان البرتقالة الذهبية أنطاليا للأفلام العالمية.

## روابط خارجية
- زين الرافعي على موقع IMDb (الإنجليزية)
- زين الرافعي على موقع ألو سيني (الفرنسية)
- زين الرافعي على موقع قاعدة بيانات الفيلم (الإنجليزية)